# Supercopa de la Liga MX 2024
La Supercopa de la Liga MX 2024, conocida como Supercopa de la Liga 2024, o simplemente Supercopa 2024, fue la II edición de la Supercopa de la Liga MX que enfrentó al ganador del Campeón de Campeones de la temporada 2023-24 con el vencedor de la edición anterior de dicho título. 
Este torneo especial se juega solamente cuando un equipo logra ser campeón en ambos torneos de la temporada del fútbol mexicano, obteniendo así el título de Campeón de Campeones automáticamente, siendo en este caso América, quien obtuvo el bicampeonato en el Apertura 2023 y Clausura 2024.

## Historia
Este es un caso similar al que pasó con el bicampeonato de Atlas tras ganar el Apertura 2021 y Clausura 2022, adjudicándose el Campeón de Campeones 2021-22; y que jugó esta competencia especial en contra de Cruz Azul, Campeón de Campeones 2020-21; edición que se definió con triunfo de la máquina en la Supercopa de la Liga MX 2022.
Si bien América obtuvo el Campeón de Campeones 2023-24, para mantener los compromisos comerciales de celebrar partidos en la Unión Americana y atraer al público, se dará este título de la Supercopa entre las águilas y Tigres de la UANL, ganador del Campeón de Campeones 2022-23.

## Sistema de competición
La Supercopa de la Liga MX solamente se jugará si un club gana ambos torneos de una misma temporada, lo que lo convertirá automáticamente en el Campeón de Campeones. Luego, este equipo jugará la Supercopa de la Liga contra el ganador anterior de la serie de campeones. Si en ambos torneos hay diferentes ganadores, el Campeón de Campeones se jugará de forma habitual, en un solo partido.
El club vencedor de la Supercopa de la Liga MX es aquel que en el partido anote el mayor número de goles. Si al término del tiempo reglamentario el partido está empatado, se procede a lanzar tiros penales, hasta que resulte un vencedor.

## Información de los equipos
| América     |  |  |  | Campeón de Campeones (2023-24) |
| Tigres UANL |  |  |  | Campeón de Campeones (2022-23) |

## Partido
| 30 de junio de 2024 | América                   | 2:1 (2:1) | Tigres UANL | Dignity Health Sports Park, Carson                                |                                                                   |
| 13:30 (UTC-7)       | Dilrosun 24' · Martín 35' | Reporte   | Brunetta 7' | Asistencia: 26 791 espectadores Árbitro(s): Ismael López Peñuelas | Asistencia: 26 791 espectadores Árbitro(s): Ismael López Peñuelas |

| 30    | POR   | Rodolfo Cota        |     |
| 18    | DEF   | Cristian Calderón   |     |
| 29    | DEF   | Ramón Juárez        |     |
| 14    | DEF   | Néstor Araujo       |     |
| 23    | DEF   | Emilio Lara         | 63' |
| 16    | MED   | Santiago Naveda     | 87' |
| 6     | MED   | Jonathan dos Santos | 79' |
| 17    | MED   | Alejandro Zendejas  | 87' |
| 8     | MED   | Álvaro Fidalgo      |     |
| 24    | MED   | Javairô Dilrosun    |     |
| 21    | DEL   | Henry Martin        |     |
| D. T. | D. T. | André Jardine       |     |

| 25    | POR   | Carlos Rodríguez    |     |
| 27    | DEF   | Jesús Angulo        | 79' |
| 13    | DEF   | Diego Reyes         |     |
| 19    | DEF   | Guido Pizarro       |     |
| 20    | DEF   | Javier Aquino       | 90' |
| 5     | MED   | Rafael Carioca      | 79' |
| 8     | MED   | Fernando Gorriarán  |     |
| 17    | MED   | Sebastián Córdova   |     |
| 11    | MED   | Juan Brunetta       | 79' |
| 23    | MED   | Luis Quiñones       | 60' |
| 10    | DEL   | André-Pierre Gignac |     |
| D. T. | D. T. | Veljko Paunović     |     |

| 24' · 35' | Javairô Dilrosun Henry Martin | 1:1 2:1 |

| 7' | Juan Brunetta | 0:1 |

| Principal  | Ismael López Peñuelas              |
| Asistentes | José Ibrahim Martínez Chavarría    |
|            | Leonardo Javier Castillo Rodríguez |
| Cuarto     | Jorge Abraham Camacho Peregrina    |

| VAR            | Luis Enrique Santander Aguirre |
| Asistentes VAR | Michel Caballero Galicia       |

| 30    | POR   | Rodolfo Cota        |     |
| 18    | DEF   | Cristian Calderón   |     |
| 29    | DEF   | Ramón Juárez        |     |
| 14    | DEF   | Néstor Araujo       |     |
| 23    | DEF   | Emilio Lara         | 63' |
| 16    | MED   | Santiago Naveda     | 87' |
| 6     | MED   | Jonathan dos Santos | 79' |
| 17    | MED   | Alejandro Zendejas  | 87' |
| 8     | MED   | Álvaro Fidalgo      |     |
| 24    | MED   | Javairô Dilrosun    |     |
| 21    | DEL   | Henry Martin        |     |
| D. T. | D. T. | André Jardine       |     |

| 25    | POR   | Carlos Rodríguez    |     |
| 27    | DEF   | Jesús Angulo        | 79' |
| 13    | DEF   | Diego Reyes         |     |
| 19    | DEF   | Guido Pizarro       |     |
| 20    | DEF   | Javier Aquino       | 90' |
| 5     | MED   | Rafael Carioca      | 79' |
| 8     | MED   | Fernando Gorriarán  |     |
| 17    | MED   | Sebastián Córdova   |     |
| 11    | MED   | Juan Brunetta       | 79' |
| 23    | MED   | Luis Quiñones       | 60' |
| 10    | DEL   | André-Pierre Gignac |     |
| D. T. | D. T. | Veljko Paunović     |     |

| 24' · 35' | Javairô Dilrosun Henry Martin | 1:1 2:1 |

| 7' | Juan Brunetta | 0:1 |

| Principal  | Ismael López Peñuelas              |
| Asistentes | José Ibrahim Martínez Chavarría    |
|            | Leonardo Javier Castillo Rodríguez |
| Cuarto     | Jorge Abraham Camacho Peregrina    |

| VAR            | Luis Enrique Santander Aguirre |
| Asistentes VAR | Michel Caballero Galicia       |

| 30    | POR   | Rodolfo Cota        |     |
| 18    | DEF   | Cristian Calderón   |     |
| 29    | DEF   | Ramón Juárez        |     |
| 14    | DEF   | Néstor Araujo       |     |
| 23    | DEF   | Emilio Lara         | 63' |
| 16    | MED   | Santiago Naveda     | 87' |
| 6     | MED   | Jonathan dos Santos | 79' |
| 17    | MED   | Alejandro Zendejas  | 87' |
| 8     | MED   | Álvaro Fidalgo      |     |
| 24    | MED   | Javairô Dilrosun    |     |
| 21    | DEL   | Henry Martin        |     |
| D. T. | D. T. | André Jardine       |     |

| 25    | POR   | Carlos Rodríguez    |     |
| 27    | DEF   | Jesús Angulo        | 79' |
| 13    | DEF   | Diego Reyes         |     |
| 19    | DEF   | Guido Pizarro       |     |
| 20    | DEF   | Javier Aquino       | 90' |
| 5     | MED   | Rafael Carioca      | 79' |
| 8     | MED   | Fernando Gorriarán  |     |
| 17    | MED   | Sebastián Córdova   |     |
| 11    | MED   | Juan Brunetta       | 79' |
| 23    | MED   | Luis Quiñones       | 60' |
| 10    | DEL   | André-Pierre Gignac |     |
| D. T. | D. T. | Veljko Paunović     |     |

| 24' · 35' | Javairô Dilrosun Henry Martin | 1:1 2:1 |

| 7' | Juan Brunetta | 0:1 |

| Principal  | Ismael López Peñuelas              |
| Asistentes | José Ibrahim Martínez Chavarría    |
|            | Leonardo Javier Castillo Rodríguez |
| Cuarto     | Jorge Abraham Camacho Peregrina    |

| VAR            | Luis Enrique Santander Aguirre |
| Asistentes VAR | Michel Caballero Galicia       |

| 30    | POR   | Rodolfo Cota        |     |
| 18    | DEF   | Cristian Calderón   |     |
| 29    | DEF   | Ramón Juárez        |     |
| 14    | DEF   | Néstor Araujo       |     |
| 23    | DEF   | Emilio Lara         | 63' |
| 16    | MED   | Santiago Naveda     | 87' |
| 6     | MED   | Jonathan dos Santos | 79' |
| 17    | MED   | Alejandro Zendejas  | 87' |
| 8     | MED   | Álvaro Fidalgo      |     |
| 24    | MED   | Javairô Dilrosun    |     |
| 21    | DEL   | Henry Martin        |     |
| D. T. | D. T. | André Jardine       |     |

| 25    | POR   | Carlos Rodríguez    |     |
| 27    | DEF   | Jesús Angulo        | 79' |
| 13    | DEF   | Diego Reyes         |     |
| 19    | DEF   | Guido Pizarro       |     |
| 20    | DEF   | Javier Aquino       | 90' |
| 5     | MED   | Rafael Carioca      | 79' |
| 8     | MED   | Fernando Gorriarán  |     |
| 17    | MED   | Sebastián Córdova   |     |
| 11    | MED   | Juan Brunetta       | 79' |
| 23    | MED   | Luis Quiñones       | 60' |
| 10    | DEL   | André-Pierre Gignac |     |
| D. T. | D. T. | Veljko Paunović     |     |

| 24' · 35' | Javairô Dilrosun Henry Martin | 1:1 2:1 |

| 7' | Juan Brunetta | 0:1 |

| Principal  | Ismael López Peñuelas              |
| Asistentes | José Ibrahim Martínez Chavarría    |
|            | Leonardo Javier Castillo Rodríguez |
| Cuarto     | Jorge Abraham Camacho Peregrina    |

| VAR            | Luis Enrique Santander Aguirre |
| Asistentes VAR | Michel Caballero Galicia       |

| Campeón de la Supercopa de la Liga 2024 |
| --------------------------------------- |
|                                         |
| América                                 |
| 1.er título                             |